# Список тем про російсько-українську війну
Нижче наведено тематичний план статей Вікіпедії, які суттєво пов'язані з російсько-українською війною; це не нарис статей, пов’язаних загалом із російсько – українськими відносинами. Розділ схожі ревю містить посилання на інші схеми Вікіпедії, пов’язані з російсько-українською війною. Цей план є тематичною організацією статей; для хронологічної організації дивіться розділ хронологія нижче.

## Огляд статей

### Оглядові статті найвищого рівня
- Російсько-українська війна (з 2014)

#### Основні оглядові підрозділи
- Війна на Донбасі (2014–2022)
- Підготовка Російської Федерації до вторгнення в Україну (2022)
- Російське вторгнення в Україну (2022)
- Український партизанський рух під час російсько-української війни

### Хронологія
- Хронологія окупації Криму Російською Федерацією
- Хронологія війни на Донбасі
- Хронологія проросійських виступів в Україні[en]
- Хронологія російського вторгнення в Україну у 2022 році

### Роки в Росії
- 2014[en], 2015[en], 2016[en], 2017[en], 2018[en], 2019[en], 2020[en], 2021[en], 2022[en], 2023[en]

### Роки в Україні
- 2014, 2015, 2016, 2017, 2018, 2019, 2020, 2021, 2022, 2023, 2024

## Предмети
Перелік тем, пов'язаних з війною.

### Учасники
- Учасники війни на сході України[en]
- Жертви російсько-української війни
- Український партизанський рух під час російсько-української війни

### Історична довідка
- Розпад СРСР
- Розширення НАТО
- Політика відкритих дверей НАТО
- Збройні сили України
- Революція на граніті
- Росія за Володимира Путіна
- Будапештський меморандум
- Конфлікт щодо острова Тузла
- Мюнхенська промова Путіна
- Газові конфлікти між Росією й Україною
- Суперечки в Росії щодо легітимності розширення НАТО на схід[en]

### Прелюдія до війни
Хронологічний перелік статей про передвоєнний період; для попередніх статей дивіться розділ історична довідка.
- Помаранчева революція
- Євромайдан
- Угода про асоціацію між Україною та Європейським Союзом
- Історичні передумови проросійських заворушень 2014 року в Україні
- Проросійські виступи в Україні (2014)
- Мінські угоди
- Протистояння на Грушевського
- Революція гідності
- Протистояння в Одесі (2014)
- Підготовка Росії до вторгнення в Україну 2022 року
- Міграційна криза на кордоні між Білоруссю та ЄС (2021–2022)

### Цивільна оборона
- Воєнний стан в Україні

### Комунікації та ЗМІ
- Ніколи ми не будемо братами
- Хочу жить

#### ЗМІ
- Висвітлення ЗМІ проросійських виступів в Україні (2014)
- Міжнародна реакція на російське вторгнення в Україну 2022 року
- Реакція на російсько-українську кризу (2021—2022)
- Список журналістів, які загинули під час російсько-української війни
- Медіацентр Україна
- Kyiv Post
- Європейська правда
- Укрінформ
- Новая газета
- Російський закон про фейки
- Справа Красовського[en]

#### Гасла, візуальні вирази та символи
- Путін — хуйло!
- Русский военный корабль, иди на хуй
- Нет войне!
- Росія тут назавжди
- Геть від Москви!
- Без вас
- Радянські образи під час російсько-української війни
- Z (символ російського вторгнення в Україну)
- Где вы были восемь лет?
- Виставка знищеної російської військової техніки на Михайлівській площі
- Релігія під час російсько-української війни

#### Пропаганда, фіктивні вибори та дезінформація
- Російська дезінформація під час російсько-української війни
- Роскомнадзор
- Загальні вибори в Донецькій народній республіці 2014
- Декларація незалежності Автономної Республіки Крим та міста Севастополя
- Референдум про статус Криму 2014
- Теорія змови про біолабораторії України
- Про історичну єдність росіян та українців
- Промова Володимира Путіна про визнання ЛНР та ДНР
- Що Росія має зробити з Україною?
- Маніфест південноруського народного собору
- Рада управління дезінформацією[en]

### Економіка та харчування
- Signmyrocket.com
- Grain From Ukraine
- Порогова ціна на російську нафту[en]
- Народний Байрактар

### Ефекти в Росії
- Валютна криза в Росії (2022)
- Воєнний стан у Росії (2022)
- Мобілізація в Росії (2022)
- Московський мітинг-концерт в Лужниках (2022)
- Московський Парад Перемоги (2022)[en]

### Псевдовибори та -референдуми
- Загальні вибори в Донецькій народній республіці 2014
- Референдуми на Донеччині та Луганщині 2014

### Енергія
- Газові конфлікти між Росією й Україною
- Північний потік, Північний потік-2
- Росія в європейському енергетичному секторі[en]

### Жінки
- Жінки в російсько-українській війні (з 2014)
- Жінки у війні на сході України
- Жінки під час російського вторгнення в Україну 2022 року

### Права людини, військові злочини, геноцид

#### Права людини
- Гуманітарні наслідки російсько-української війни (з 2014)
- Мобілізація в ОРДЛО[en]

#### Військові злочини
- Воєнні злочини під час війни Росії проти України
- Використання касетних бомб під час російсько-української війни
- Використання фосфорних бомб під час вторгнення Росії в Україну
- Викрадення дітей під час російського вторгнення в Україну 2022
- Бучанська різанина
- Крадіжка українського зерна Росією
- Розслідування Міжнародного кримінального суду в Україні
- Масові поховання під Ізюмом
- Тортури в санаторії «Привілля»
- Катування у Малій Рогані
- Використання Росією мобільних крематоріїв в Україні[en]
- Російські катівні в Україні[en]
- Російські удари по лікарнях під час російсько-української війни[en]
- Вбивство Євгена Нужина
- Інцидент під час здачі в полон у Макіївці

#### Сексуальне насильство
- Сексуальне насильство під час російсько-української війни

#### Геноцид
- Звинувачення в геноциді на Донбасі
- Геноцид українців
- Визнання геноциду українців (2022)
- Що Росія має зробити з Україною?

#### Розміщення та депортації населення
Нижче наведено як вимушені переміщення (наприклад, етнічні чистки), так і кризові переміщення (наприклад, біженці/евакуйовані особи під час війни).
- Біженці та вимушені переселенці російсько-української війни (з 2014)
- Система фільтраційних таборів під час російсько-української війни
- Евакуація населення ОРДЛО
- Міграційна криза внаслідок російсько-української війни

#### Кримінальні переслідування
- Суд над Вадимом Шишимаріним
- Суд над Олександром Бобікіним та Олександром Івановим

#### Громадська думка і національна мораль
- Be Brave Like Ukraine
- Ukrainian Freedom Orchestra[en]
- United24
- Єдині новини
- Виставка знищеної російської військової техніки на Михайлівській площі

### Націоналізм
- Панславізм
- Єврославізм

#### Російський
- Російський націоналізм
- Рашизм
- Російський світ
- Російський імперіалізм
- Російський іредентизм
- Новоросія
- Російська імперія
- Радянська імперія
- Русифікація України

#### Український
- Український націоналізм
- Історія української національності[en]
- Велика Україна (іредентизм)
- Українізація
- Ультраправі в Україні[en]

### Проблеми миру
- Мінська угода про припинення вогню II (12 лютого 2015 р.)
- Українсько-російські переговори (2022)
- Кримська платформа

### Психологічне
- Визнання Україною Чеченської Республіки Ічкерія

## Географія
- Зона російсько-українського протистояння на Донбасі (АТО)
- Операція об'єднаних сил (ООС)

### Географічний огляд
- Географія України
- Східна Україна, Західна Україна, Південна Україна, Північна Україна, Центральна Україна
- Крим, Острів Зміїний (Україна), Чорне море, Керченський півострів, Азовське море, Керченська протока
- Адміністративний устрій України
- Історичні регіони на території сучасної України

### Територіальні зміни
Алфавітне ревю територіальних змін під час війни.
- Анексія Криму (2014)
- Список населених пунктів в період вторгнення Росії в Україну
- Спроба анексії окупованих територій України (2022)
- Тимчасово окуповані території України
- Політичний статус Криму[en]

#### Території російської окупації
- Російська окупація Донецької області (ще не звільнено)
- Російська окупація Житомирської області (звільнено)
- Російська окупація Запорізької області (ще не звільнено)
- Російська окупація Київської області (звільнено)
- Російська окупація Криму (ще не звільнено)
- Російська окупація Луганської області (ще не звільнено)
- Російська окупація Миколаївської області (ще не звільнено)
- Російська окупація Сумської області (звільнено)
- Російська окупація Харківської області (ще не звільнено)
- Російська окупація Херсонської області (ще не звільнено)
- Російська окупація Чернігівської області (звільнено)

## Події
- Вибори Президента України 2014
- Парламентські вибори в Україні 2014 (26 жовтня 2014)
- Референдум про статус Криму 2014
- Мінська угода про припинення вогню II (12 лютого 2015 р.)
- Вибори Президента України 2019 (31 березня 2019)

### Протести і підтримки
- Протести в Росії проти війни в Україні
- Протести цивільного населення України російській окупації України (2022)
- Протести проти російського вторгнення в Україну (2022)
- Антивоєнні протести в Росії (2022)
- Проросійські виступи в Україні (2014)
- Історичні передумови проросійських заворушень 2014 року в Україні
- Далекосхідні протести в Росії (2022)[en]
- Список нобелівських лавреатів, які підписали відкритого листа на підтримку України (2022)

### Військові дії та заходи
Хронологічна схема військових дій. Статті, пов’язані з певними битвами, перераховані в алфавітному порядку під основною статтею операції, з якою вони пов’язані.

#### Хронологічний
Якщо подія чи тема охоплює більш ніж один рік, стаття з’являється в тому році, коли подія почалася.

##### 2014 рік
Огляди
- Російська диверсійна діяльність в Україні (2014)
- Російська окупація Луганської області (квітень 2014)
- Російська окупація Донецької області (квітень 2014)

Події
- Обстріли території України російською армією (2014) (дата – потрібна)
- Штурм сімферопольського фотограмметричного центру (18 березня 2014)
- Збиття Іл-76 у Луганську (14 червня 2014)
- Бої за Савур-Могилу (2014) (16 липня – 26 серпня 2014)
- Бої під Горлівкою (20 липня – 6 вересня 2014)
- Бої за Іловайськ (10 серпня – 2 вересня 2014)
- Битва за Краматорськ (12 квітня – 5 липня 2014)
- Бої за Красний Лиман (дата – потрібна)
- Протистояння у Маріуполі (2014) (6 травня – 14 червня 2014)
- Бої за Новоазовськ (25–28 серпня 2014)
- Бої за Рубіжне, Сєвєродонецьк і Лисичанськ (2014) (дата – потрібна)
- Захоплення Донецька сепаратистами (дата – потрібна)
- Блокада українського флоту в Донузлаві (дата – потрібна)
- Захоплення Верховної Ради Криму (дата – потрібна)
- Бої на українсько-російському кордоні (2014)
- Бій за Донецький аеропорт 26 травня 2014
- Рейд 95-ї бригади (дата – потрібна)
- Розстріл колони біженців під Новосвітлівкою (18 серпня 2014)
- Бої під Маріуполем (4–8 вересня 2014)
- Бої за Донецький аеропорт (28 вересня 2014 – 21 January 2015)
- Обстріл Донецька (Росія, 2014)[en] (13 липня 2014)
- Бої за Слов'янськ (2014) (12 квітня – 5 липня 2014)
- Облога Луганської прикордонної бази (2–4 червня 2014)
- Атака біля Зеленопілля (11 липня 2014)

##### 2015 рік
- Бої за Дебальцеве (2015) (16 січня – 20 лютого 2015)
- Бої за Мар'їнку (3 червня 2015)
- Бої за Широкине (10 лютого  – 3 липня 2015)
- Обстріли Маріуполя 24 січня 2015

##### 2016 рік
- Бої на Світлодарській дузі (18 – 23 грудня 2016)

##### 2017 рік
- Бої за Авдіївку (29 січня – 4 лютого 2017)

##### 2018 рік
- Інцидент у Керченській протоці (25 листопада 2018)

##### 2021 рік
- Захід-2021
- Чорноморський інцидент (2021)[en]

##### 2022 рік
Огляди
- Бойові порядки для вторгнення Росії в Україну (2022)
- Слобожанський контрнаступ (2022) (дата – потрібна)
- Контрнаступ на півдні України (2022) (дата – потрібна)
- Битва за Донбас (2022) (дата – потрібна)
- Східний театр воєнних дій російсько-української війни (дата – потрібна)
- Північний театр воєнних дій російсько-української війни (дата – потрібна)
- Північно-східний театр воєнних дій російсько-української війни (дата – необхідна)
- Південний театр воєнних дій російсько-української війни (дата – потрібна)

Події

##### 2023 рік
- У розробці

#### Географічний
Статті впорядковані за географічним регіоном

##### Східна Україна
Огляди
- Східний театр воєнних дій російсько-української війни
- Слобожанський контрнаступ Збройних сил України (2022)
- Зона російсько-українського протистояння на Донбасі

Події

##### Західна Україна
- Обстріли Івано-Франківська
- Обстріли Львова (2022)
- Ракетний удар по Делятину

##### Північно-східна Україна
Огляди
- Північно-східний театр воєнних дій російсько-української війни
- Північно-східний театр воєнних дій Російсько-української війни

Події

##### Південна Україна
Огляди
- Північно-східний театр воєнних дій Російсько-української війни
- Контрнаступ на півдні України (2022)

Події
- Битва за острів Зміїний
- Знищення крейсера «Москва»

##### Центральна Україна
Огляди
- Київська наступальна операція (2022)

##### За межами України
- Ракетний удар по Польщі (2022)
- Атака на Бєлгород і Брянськ (2022)
- Обстріл Донецька, Росія (дата – потрібна)

### Напади на мирне населення
- Напади на мирних жителів під час російського вторгнення в Україну у 2022 році

### Рух населення
- Евакуація населення ОРДЛО

### Незаконні анексії
- Псевдореферендуми на окупованих територіях України (2022)
- Спроба анексії окупованих територій України (2022)

- Корпоративна відповідь на російське вторгнення в Україну у 2022 році
- Урядова та міжурядова реакція на російське вторгнення в Україну у 2022 році
- Міжнародна реакція на війну на Донбасі
- Реакція громадськості на російське вторгнення в Україну у 2022 році
- Реакція на російсько-українську кризу (2021—2022)
- Міжнародна реакція на російське вторгнення в Україну 2022 року
- Список недружніх країн
- Міжнародно-правовий статус «ДНР» та «ЛНР»

- Перелік чорноморських інцидентів за участі Росії та України
- Список міжнародної допомоги Україні (з 2014)
- Російська зброя на Донбасі
- Втрати військової техніки у російсько-українській війні (з 2014)
- Список кораблів, пошкоджених під час російсько-української війни
- Російські сили вторгнення на території України (з 2014)
- Список осіб, до яких застосовано санкції через російську агресію проти України
- Список журналістів, які загинули під час російсько-української війни
- Список воєнних дій під час вторгнення Росії в Україну 2022 року

Росія
- У розробці

- У розробці

- У розробці

## Міжнародна участь

### Огляди
- Українсько-американські відносини
- Україна і Європейський Союз
- Відносини Україна — НАТО

### Міжнародні події
- Саміт G-20 у Брисбені (2014) (15–16 листопада 2014 р.)
- Уельський саміт НАТО (4–5 вересня 2014 р.)
- 40-й саміт G7 (4–5 червня 2014 р.)
- Одинадцята надзвичайна спеціальна сесія Генеральної Асамблеї ООН (відкрита 28 лютого 2022 р.)
- Саміт Росія — США (2021)

### Реакції
- Міжнародно-правовий статус «ДНР» та «ЛНР»
- Законність російського вторгнення в Україну у 2022 році
- Операція Atlantic Resolve, Європейська ініціатива стримування, Посилена передова присутність НАТО
- Московсько-Константинопольська схизма (2018)
- Вступ України до Європейського Союзу
- Білорусь у російсько-українській війні (з 2014)
- Іноземні бійці в російсько-українській війні
- Справа «Україна проти Російської Федерації» (Міжнародний Суд)
- Судовий процес проти РФ через вторгнення російських військ в Україну
- Універсальна юрисдикція розслідування воєнних злочинів в Україні
- Пропозиції безпольотної зони під час російського вторгнення в Україну 2022 року

### Санкції
- Міжнародні санкції під час російсько-української війни
- Список осіб та організацій, які були під санкціями під час російсько-української війни
- Обмеження транзиту в Калінінградську область

### Розслідування
- Міжнародна слідча комісія щодо України
- Спеціальна моніторингова місія ОБСЄ в Україні
- Оперативна група з відповідальності за злочини, скоєні в Україні
- Моніторингова місія ООН з прав людини в Україні
- Міжнародна слідча комісія щодо України
- Розслідування Міжнародного кримінального суду в Україні

### Військове співробітництво з Російською Федерацією
- Зустрічі у форматі «Рамштайн»
- Союзна рішучість-2022

### Військове співробітництво з Україною
- Місія військової допомоги Європейського Союзу на підтримку України
- Народний Байрактар
- Зустрічі у форматі «Рамштайн»

## Резолюції та заяви
Пункти перераховані в хронологічному порядку в межах окремих розділів.
Міжнародні організації
- Резолюція Ради Безпеки ООН 2166 (21 липня 2014 р.)
- Резолюція Генеральної Асамблеї ООН ES-11/1 (березень 2022 р.)
- Резолюція Генеральної Асамблеї ООН ES-11/2 (березень 2022 р.)
- Резолюція Генеральної Асамблеї ООН ES-11/3 (квітень 2022 р.)
- Резолюція Генеральної Асамблеї ООН ES-11/4 (жовтень 2022 р.)

Білорусь
- У розробці

Європейський Союз
- У розробці

Організація Північноатлантичного договору
- Про проведення військової спеціальної операції (24 лютого 2022 р.)

Україна
- Визнання Україною Чеченської Республіки Ічкерія

Сполучені Штати
- Закон про підтримку суверенітету, доброчесности, демократії й економічної стабільности України 2014 року
- Закон про ленд-ліз для оборони демократії Україною від 2022 року
- Послання про стан Союзу у 2022 році

Інше
- Відкритий лист Нобелівських лауреатів 2022 року на підтримку України

## Книги та публікації
Книги
- В ізоляції: Депеші з окупованого Донбасу Станіслава Асєєва

Академічні журнали
Інше
- Амі, пора йти

Бібліографії

## Пов'язані ревю
- Списки тем про Росію[en]
- Списки тем про Україну[en]
- Списки тем про Радянський Союз[en]
- Списки тем про Другу світову війну[en]

### Цитування
1. ↑  Колишній радник російського президента А. Ілларіонов та журналіст Ю. Колесніков вважають початком конфлікту 20 лютого 2014 року